# NFPA 704
NFPA 704 jsou normy standardní v USA založené Národním sdružením protipožární ochrany. Určují se tzv. Ochranným kosočtvercem, který používají zaměstnanci pohotovosti k rychlému a jednoduchému určení rizik způsobených rizikovými materiály.

## Symbolika

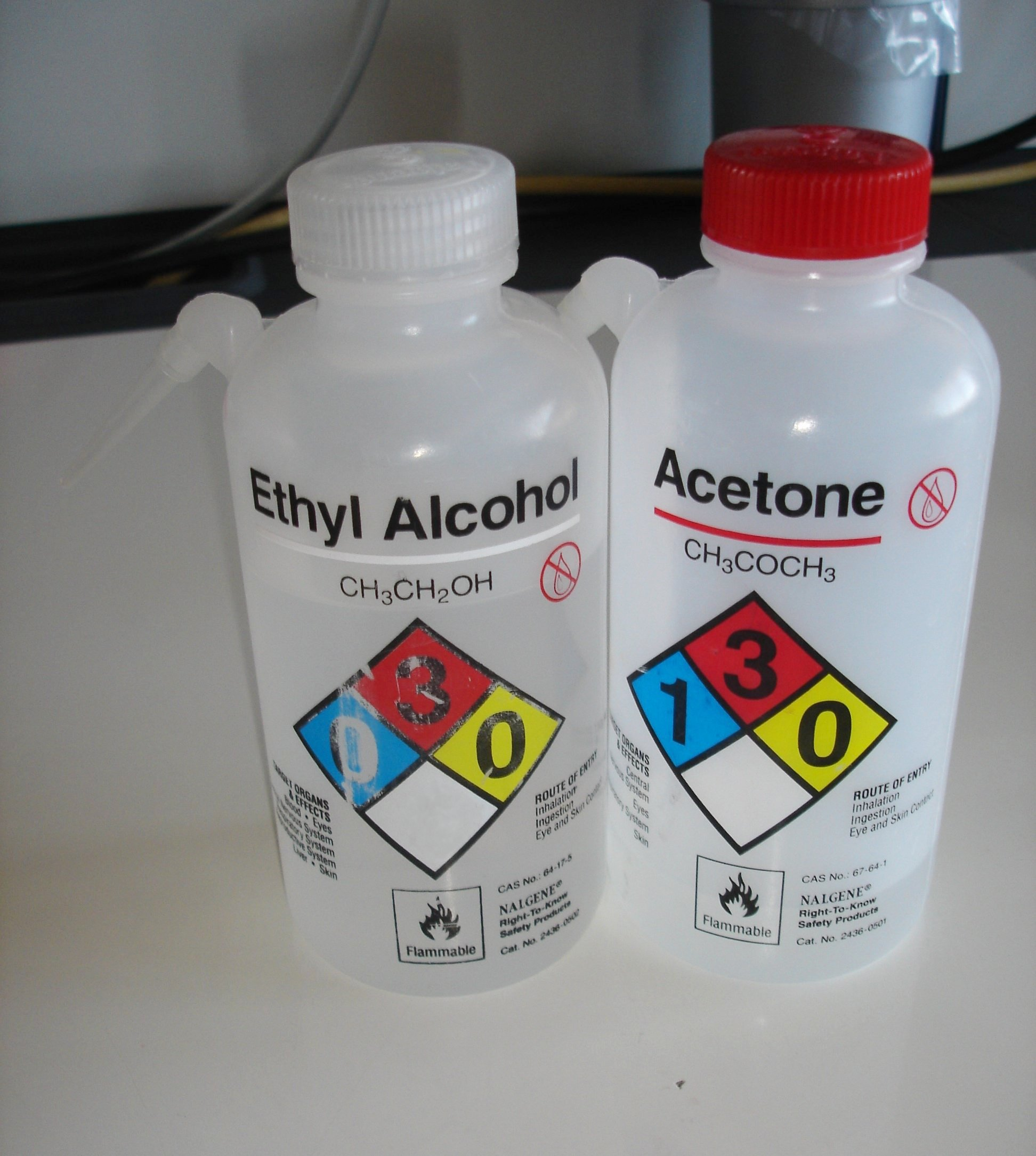
Dvě plastové lahve obsahující NFPA 704 barevný kód pro identifikaci rizikových materiálů.

Čtyři části jsou typicky zbarvené. Modrá barva označuje pole pro zdravotní rizika, červené pro hořlavost, žluté pro chemickou reaktivitu a bílé pro speciální kód specifického rizika. Kolonky pro zdraví, hořlavost a reaktivitu mají hodnotu od 0 (žádné riziko) do 4 (velké riziko).
| Zdraví |                       | |
| Stupeň | Příklad               | Definice |
| 4      | Sulfan, kyanovodík    | Již při krátkém styku s látkou může dojít ke smrti nebo k vážným trvalým poraněním                                       |
| 3      | Chlor, hydroxid sodný | Při krátkém styku může látka způsobit závažné nebo středně vážné poranění                                                |
| 2      | Chloroform, benzen    | Při častém nebo opakovaném, ale ne trvalém, styku může látka způsobit dočasnou neschopnost nebo případná trvalá poranění |
| 1      | Terpentýn, aceton     | Při styku s látkou může dojít k podráždění s menšími trvalými následky                                                   |
| 0      | Lanolin, voda         | Látka nemá žádná zdravotní rizika, žádné bezpečnostní opatření nejsou potřeba.                                           |

| Hořlavost |                                |                   | |
| Stupeň    | Látka                          | Teplota vzplanutí | Definice |
| 4         | Propan, zemní plyn             | méně než 23 °C    | Za normálního tlaku a teploty se látka rychle nebo úplně vypařuje nebo se snadno rozptyluje ve vzduchu a snadno se vznítí |
| 3         | Ethanol, benzín                | 23 °C–38 °C       | Kapalná nebo pevná látka může být zapálena téměř za všech okolních teplotních podmínek                                    |
| 2         | Kyselina octová, nafta         | 38 °C–93 °C       | Látka musí být středně zahřívána nebo vystavena poměrně vysokým okolním teplotám před vznícením                           |
| 1         | Řepkový olej, vyšší uhlovodíky | 93 °C+            | Látka musí být před vznícením zahřívána                                                                                   |
| 0         | Voda, oxid uhličitý            | X                 | Nehořlavé |

| Reaktivita a výbušnost |                               | |
| Stupeň                 | Látka                         | Definice |
| 4                      | Nitroglycerin, trinitrotoluen | Látka snadno vybuchuje nebo se rozkládá výbuchem za normálního tlaku a teploty |
| 3                      | Fluor, dusičnan amonný        | Látka snadno vybuchuje nebo se výbuchem rozkládá, ale k výbuchu je potřeba vysoká iniciační energie, musí být samostatně zahřívána před vzplanutím, explozivně reaguje s vodou nebo vybuchuje při silném nárazu |
| 2                      | Sodík, hydrazin               | Látka podléhá chemickým přeměnám za zvýšeného tlaku a teploty, reaguje prudce s vodou nebo může s vodou tvořit výbušnou směs                                                                                    |
| 1                      | Acetylen, propen              | Za normálních podmínek je látka stabilní, ale může se stát reaktivní za vysokého tlaku a teploty |
| 0                      | Helium, voda                  | Za normálních podmínek je látka stabilní ani při vystavení ohni se nemění a nereaguje s vodou |

### Bílá – Ostatní rizika
Bílé pole může obsahovat několik symbolů:
- W – nebezpečně reaguje s vodou (např. cesium, sodík)
- OX nebo OXY – oxidační činidlo (např. chlorečnan draselný, dusičnan sodný)
- COR – korozivní; silná kyselina nebo zásada (např. kyselina sírová, hydroxid sodný)
  - ACID a ALK slouží k vyšší specifikaci.
- BIO – nebezpečný pro živý organismus (např. virus pravých neštovic)
- POI – jedovatý (např. hadí jed)
- Radioaktivní trojlístek () – látka je radioaktivní (např. plutonium, uran)
- CRY nebo CRYO – kryogenický

Poznámka: Pouze symboly W a OX/OXY jsou oficiální symboly NFPA 704. Ostatní symboly jsou občas použity na neoficiálních baleních.